# Rawson
|  | Per a altres significats, vegeu «Rawson (desambiguació)». |

Rawson - Trerawson en gal·lès de la Patagònia - és una ciutat al sud-est de l'Argentina, capital de la província de Chubut. És la capital provincial de menor població del país. Els gal·lesos van denominar la nova colònia al costat del riu Trerawson, en gal·lès: «Poble de Rawson», en reconeixement del llavors ministre de l'Interior de l'Argentina, que havia facilitat les tramitacions oficials que els van permetre instal·lar-se en aquesta regió patagona.
La ciutat és a la Vall inferior del riu Chubut, a 7 km de la desembocadura del riu amb l'oceà Atlàntic. En aquest lloc es troba Puerto Rawson, d'activitat netament pesquera, on cal destacar la "Flota groga", de vaixells que pesquen majorment lluços i llagostins. A més, a un quilòmetre del port es troba Playa Unión, balneari sobre mar oberta que rep milers de turistes cada estiu.
Algunes activitats primàries són el cultiu de cirera amb plantacions importants dins de l'eix municipal i quotes d'exportació a l'exterior, i pedreres d'àrids (sorra i còdols) utilitzats per la indústria de la construcció zonal. L'activitat industrial resideix principalment en el processament de productes de la pesca, amb diverses plantes de filetejat i presència de peix i llagostí. En un rang menor, hi ha indústria metalmecànica lleugera i de construcció.